# 1795年8月22日の海戦
1795年8月22日の海戦（1795ねん8がつ22にちのかいせん、Action of 22 August 1795）は、フランス革命戦争中に、イギリス海軍の4隻のフリゲートから成る戦隊と、バタヴィア共和国海軍の2隻のフリゲートと1隻のカッターによる小規模な海戦である。この海戦が行われたのはノルウェー沿岸の島である、エイゲローヤの沖で、その当時ノルウェーはデンマークの支配下にあり、英蘭双方とも、バルト海への海上輸送経路を守るためのための戦いであった。この戦いは、その年の1月にフランス第一共和政の軍がネーデルラント共和国を征服した後、春になってイギリスの海軍本部が、バタヴィアの商船を阻止するために海軍に命じたもので、双方の宣戦布告なしで行われた。
イギリスのフリゲート戦隊の指揮官はジェームズ・アルムズであった。アルムズは1795年にスカゲラク海峡の入口を巡回していて、ノルウェー沿岸の北に3隻の艦を発見した。その間が何であるかを確かめるべく近寄ったところ、2隻のフリゲートと1隻のカッターから成るバタヴィアの戦隊であることが分かった。自分たちよりも大きなイギリス戦隊に直面して、バタヴィア戦隊は向きを変え、ノルウェーの沿岸を南東に逃げた。イギリス戦隊は南の方向からオランダ戦隊に接近し、オランダ戦隊を、中立国デンマークの支配下にあるノルウェーから離岸させようと苦心した。16時15分、イギリス戦隊の先頭にいたスタッグが、オランダ戦隊最後尾のアリアンテに追いついて交戦した。「スタッグ」以外のイギリス艦はオランダ戦隊の追跡を続けた。「アリアンテ」は1時間ほどは力でよりまさる「スタッグ」相手に持ちこたえたが、結局降伏を余儀なくされた。オランダ艦隊の他の艦は、フリゲートアルホが後衛で激しく戦ったおかげで、エイゲローヤの安全な港にたどり着けた。

## 歴史的背景

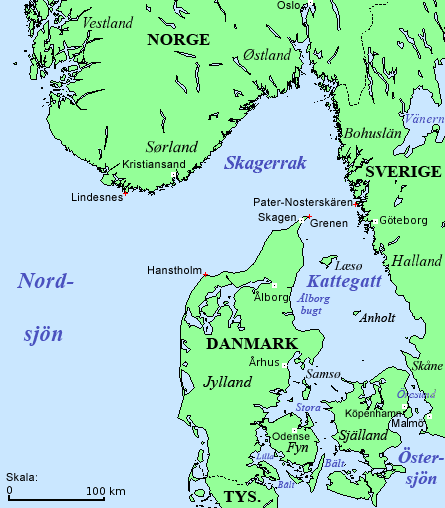
スカゲラク海峡周辺の地図。西に北海、南がユトランド半島。

1794年から1795年の冬、フランス陸軍はネーデルラント共和国へと侵略し、この国を属国としてバタヴィア共和国と名前を変えさせた。バタヴィアは元々、フランス革命戦争の出発点となった第一次対仏大同盟に一員として組み込まれていて、北部ヨーロッパで一番近い同盟国にあるのはイギリスだった。イギリスの海軍本部は、フランスの侵略がオランダで展開していること、とりわけオランダ海軍が、凍結した冬の停泊地にいたところをフランスの騎兵隊に奪われたことに不安を覚え、イギリス海軍に、バタヴィアの商船や軍艦を拘留するように命じた。結果として、バタヴィア共和国とイギリスは1795年4月に、宣戦布告をしないまま交戦となった。
バタヴィア艦隊が見せた脅威に応えるべく、海軍本部は対抗勢力として新しい艦隊を創設した。この艦隊は北海艦隊と名付けられ、本拠地はイースト・アングリアのグレートヤーマスで、老朽艦や、強さに劣る二等級の艦で主に構成されていて、指揮官はアダム・ダンカンだった。ダンカンはまた多くのフリゲートを与えられていた、このフリゲートは、バルト海の輸送経路の安全を確保するには不可欠だった。イギリス海軍の主要物資はスカンジナビアで補充され、バルト海と北海を通る輸送経路は艦の整備に大きな役割を果たしていた。1795年8月8日、そういう戦隊の1つがダウンズを出港した。この船隊は北海東部の、スカゲラクの入口沖を航行するように指示を受けており、4隻で構成されていた。その4隻とはジェームズ・アルムズ艦長の36門艦リユニオン、ジョセフ・シドニー・ヨーク艦長の32門艦スタッグ、ロバート・ワトソン艦長の50門艦アイシス、そしてチャールズ・ホワイト艦長の28門艦ヴェスタルだった。
スカンジナビアの海上輸送経路はバタヴィア海軍にとっても等しく重要だった、また自国の商船をイギリスの攻撃から守るため、バタヴィア共和国の当局はこの海域にフリゲート戦隊を派遣していた。この戦隊は36門艦「アリアンテ」と「アルホ」、そして16門カッターの「フルクハイト」から構成されていた。1795年8月22日の午後、バタヴィア戦隊はノルウェー沿岸部を南東に航海していた。その当時ここはデンマーク領で、港に向けて上手回しで航海していたところ、イギリスの戦隊が南の方向から来るのが認められた。

## 戦闘

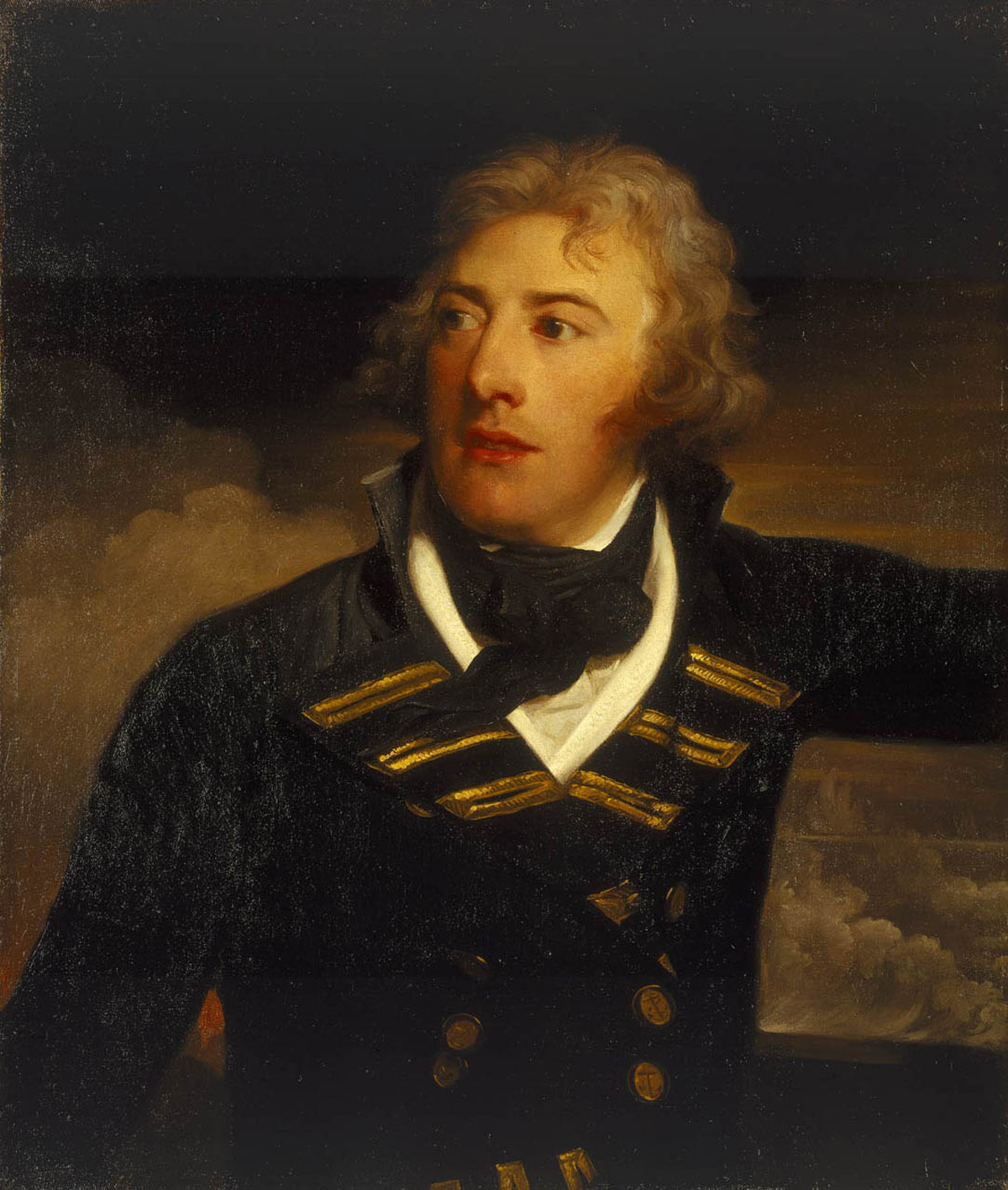
「スタッグ」の艦長ジョセフ・シドニー・ヨーク

イギリス艦隊よりも艦の数が少ないため、バタヴィア戦隊は、デンマーク領ノルウェーの中立港エイゲローヤ（イギリスの資料ではエゲロエEgeroeまたはエゲーロEgerö）へ避難するべく、ノルウェー岸に沿って帆をさらに広げた。バタヴィア戦隊が北へ向かうのが見えたアルムズは、戦隊にバタヴィア戦隊を追跡するように命じ、間もなく一番速度のまさる「スタッグ」が、順風を利用して他の艦の先頭に立ち、16時15分に、バタヴィア戦隊の最後尾にいた「アリアンテ」を、僚艦から切り離すことに成功した。36門艦の「アリアンテ」は32門の「スタッグ」よりも強かったが、「アリアンテ」の主な大砲は、「スタッグ」の18ポンド砲に対して12ポンド砲であった。この状況に、近くまで来ている他のイギリス艦が加わるということは、海軍史家のウィリアム・ジェームズによれば、「アリアンテ」には「最初から勝てるチャンスはなかった」"。
自らの勝ち目のなさにもかかわらず、バタヴィアの指揮官はスタッグと交戦し、艦長のヨークは「アリアンテ」に自艦を横付けし、「スタッグ」は片舷斉射を「アリアンテ」に浴びせた。その1時間後、勝つ見込みのない状況下で、しかも数的に劣勢で、艦にかなりの損害を受けたバタヴィアの指揮官は、17時15分に降伏した。「スタッグ」と「アリアンテ」が差しで勝負する一方で、その他の場所でも戦いが続いていて、オランダの戦隊がノルウェー沿岸を東に前進し、イギリス戦隊がエイゲローヤと、デンマークの影響下にあるため、バタヴィア戦隊が避難できるノルウェー岸との間の海峡から、バタヴィア戦隊を引き離そうとしていた。「フルクヘイト」はすばやく敵から逃げ去ったが、「アルホ」はそれよりも遅く、「リユニオン」と「アイシス」の、距離はあるが激しい砲撃を受け、同じように砲撃を返した。「アルホ」はその後24ポンド砲の砲撃を30も受けており、帆と艤装がぼろぼろになっていて、大がかりな修理が必要だった。結局バタヴィアの逃げへのこだわりが功を奏し、「フルクヘイト」と「アルホ」は、アルムズの阻止が届かないうちにエイゲローヤの中立港に逃げ込んだ。

## アリアンテの拿捕とオランダ戦隊の逃走
アルムズは拿捕した「アリアンテ」を、「スタッグ」の海尉パトリック・トニンを指揮官にしてイギリスへ運ばせ、海軍本部に「リユニオン」の海尉ウィリアム・ハゲルを特使として送った。アルムズ自身は戦隊と共に海にとどまって、巡回の任務を終えた。イギリスの損害は「スタッグ」での4人の戦死と13人の負傷を始め、「リユニオン」で1人が戦死、3人が負傷、そして「アイシス」では2人が負傷した。「ヴェスタル」のみが損害も損傷も受けなかった。戦闘中のバタヴィア戦隊の損害については、アルムズによる「アリアンテ」の記録がないためわかっていない。海軍本部の報告書における「アリアンテ」の記載漏れについては、ジェームズがアルムズを怠惰であると批判している。また、追跡を受けていた「アルホ」に戦死者が2人、そして負傷者が15人いたことはわかっている。逃げおおせたバタヴィア艦はエイゲローヤの水路に投錨し、1796年の春までそこにいて、その後首尾よくバタヴィアに戻ることができた。
「アリアンテ」はその後スピットヘッドに送られてイギリス海軍に買い取られ、「アライアンス」となった。この賞金はイギリス海軍の乗員のものとなり、彼らの間で等分されたが、「アイシス」の水兵のみが240ポンド（2013年現在の1万8979ポンドと同価値）を手にした。それから後もダンカンの艦隊は、北海の輸送経路を、オランダ襲撃隊の略奪行為から非常にうまく守り抜き、1797年、キャンパーダウンの海戦でバタヴィア艦隊に壊滅的な敗北を負わせることになった。